# 甘粛省
甘粛省（かんしゅくしょう、中国語:甘肃省、拼音:Gānsù Shěng、英語:Gansu）は、中華人民共和国北西部に位置する省。省都は蘭州市。人口は約2502万人。

## 地理
中国大陸の北西に位置し、西に新疆ウイグル自治区、青海省、北に寧夏回族自治区、内モンゴル自治区、南に四川省、東に陝西省と接している。
黄河が中央部を横断する。その西側の省域は、山岳に挟まれた狭く長い平地に沿って西北-東南方向に長く延びる。これを河西回廊といい、西域への交易路であるシルクロードの一部であった。唐代には中国の領域は、河西回廊西端の嘉峪関で尽きるとされた。

## 歴史
古くからモンゴル、西域に接する重要な場所であり、漢代には涼州と呼ばれ、北宋に甘州と粛州があった。西夏王国がこれらを併せて甘粛軍司を設置したのが、甘粛の名の起こりである。元代に甘粛行省が設置され、省級レベルの行政区となった。清代に甘粛省が成立した。

## 民族
寧夏と同様、イスラム教徒の回族が多く、蘭州はイスラム都市の観を呈している。チベット人の自治州が南部に、自治県が西北部にある。

## 行政区画
甘粛省は次の12地級市（地区クラスの市）、2自治州を管轄する。
| №                | 名称                 | 中国語表記       | 拼音                    | 面積 (K㎡)       | 人口 (2020)      | 政府所在地       |
| 甘粛省の行政区画 | 甘粛省の行政区画     | 甘粛省の行政区画 | 甘粛省の行政区画        | 甘粛省の行政区画 | 甘粛省の行政区画 | 甘粛省の行政区画 |
| ---------------- | -------------------- | ---------------- | ----------------------- | ---------------- | ---------------- | ---------------- |
|                  |                      |                  |                         |                  |                  |                  |
| — 地級市 —       |                      |                  |                         |                  |                  |                  |
| 1                | 酒泉市               | 酒泉市           | Jiǔquán Shì             | 193,973.78       | 1,055,706        | 粛州区           |
| 2                | 嘉峪関市             | 嘉峪关市         | Jiāyùguān Shì           | 2,935.00         | 312,663          | 雄関街道         |
| 3                | 張掖市               | 张掖市           | Zhāngyè Shì             | 39,436.54        | 1,131,016        | 甘州区           |
| 4                | 金昌市               | 金昌市           | Jīnchāng Shì            | 7,568.84         | 438,026          | 金川区           |
| 5                | 武威市               | 武威市           | Wǔwēi Shì               | 32,516.91        | 1,464,955        | 涼州区           |
| 6                | 白銀市               | 白银市           | Báiyín Shì              | 20,164.09        | 1,512,110        | 白銀区           |
| 7                | 蘭州市               | 兰州市           | Lánzhōu Shì             | 13,085.60        | 4,359,446        | 城関区           |
| 10               | 定西市               | 定西市           | Dìngxī Shì              | 19,646.14        | 2,524,097        | 安定区           |
| 11               | 隴南市               | 陇南市           | Lǒngnán Shì             | 27,856.69        | 22,407,272       | 武都区           |
| 12               | 天水市               | 天水市           | Tiānshuǐ Shì            | 14,312.13        | 2,984,659        | 秦州区           |
| 13               | 平涼市               | 平凉市           | Píngliáng Shì           | 11,196.71        | 1,848,607        | 崆峒区           |
| 14               | 慶陽市               | 庆阳市           | Qìngyáng Shì            | 27,219.71        | 2,179,716        | 西峰区           |
| — 自治州 —       |                      |                  |                         |                  |                  |                  |
| 8                | 臨夏回族自治州       | 临夏回族自治州   | Línxià Huizù Zìzhìzhōu  | 8,116.57         | 2,109,750        | 臨夏市           |
| 9                | 甘南チベット族自治州 | 甘南藏族自治州   | Gānnán Zàngzú Zìzhìzhōu | 38,311.56        | 691,808          | 合作市           |

## 教育
- 蘭州大学
- 西北民族大学
- 甘粛民族師範学院

## 友好提携
- 1982年 -  日本 秋田県[2]

## 重要施設
- 蘭州石油化学工場
- 玉門油田
- 酒泉衛星発射センター
- 劉家峡ダム

## 世界遺産
- 万里の長城 - 嘉峪関（1987年、文化遺産）
- 莫高窟（1987年、文化遺産）
- シルクロード : 長安＝天山回廊の交易路網（2014年、文化遺産）